# Inés Palou
Inés Palou (Agramunt, 1923-Gelida, 1975) fou una novel·lista catalana de la generació de la postguerra espanyola, autora de les novel·les Carne apaleada (Planeta, Barcelona, 1975) i Operación Dulce (Planeta, Barcelona, 1975). L'escriptora va exposar en la seva obra la seva experiència en una presó de dones durant el Franquisme, per un delicte d'estafa. Davant la possibilitat d'ingressar novament a la presó, va decidir suïcidar-se llançant-se a les vies d'un tren. Va escriure a la publicació penitenciària Redención.
El cruent desenllaç de la vida de l'escriptora va impulsar l'adaptació al cinema de la seva primera novel·la, Carne Apaleada (dir. Javier Aguirre Fernández, 1978), el final del qual recrea la seva última i extrema decisió. Abans de suïcidar-se, va enviar una carta a José Manuel Lara Hernández dient-li que "li ofereixo en safata de plata l'èxit per al proper Planeta". Escriu amb frases curtes i ràpides.